# Groninger Motorrijtuigenfabriek

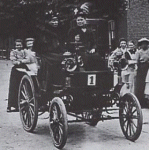
Groninger von 1898

Groninger Motorrijtuigenfabriek war ein niederländischer Hersteller von Automobilen.

## Unternehmensgeschichte
Das Unternehmen aus Groningen begann 1898 unter Leitung von Johannes van Dam junior mit der Produktion von Automobilen. Der Markenname lautete Groninger. 1899 oder 1900 endete die Produktion. Am 1. Juni 1900 erfolgte die Insolvenz.

## Fahrzeuge
Das Unternehmen stellte auf der ersten niederländischen Automobilausstellung im Jahre 1899 zwei Fahrzeuge aus. Für den Antrieb sorgten selbst entwickelte wassergekühlte Motoren mit 2½ PS und 4 PS. Dies waren die ersten niederländischen Automobile mit einem niederländischen Motor. Das Gewicht betrug 800 kg, die bauartbedingte Höchstgeschwindigkeit des stärkeren Modells 25 km/h. Die Karosserieform Dos-à-dos bot Platz für vier Personen, die Rücken an Rücken saßen. Das Unternehmen stellte erneut Fahrzeuge auf einer Industrieschau in Amsterdam im Jahre 1899 aus. Danach entstanden noch zwei Busse für die Hollandsche Automobiel Maatschappij in Delft.